# Cimetière de l'Est (Nice)
Pour les articles homonymes, voir Cimetière de l'Est.
Le cimetière de l'Est est l'un des quatorze cimetières de la ville de Nice dans les Alpes-Maritimes. il se trouve dans les hauteurs de la ville au nord/nord-est.

## Histoire et description
Ce grand cimetière se trouve en pente sur une colline au nord-est de Nice et est organisé en espaliers. Il a été vandalisé en avril 2017 et son carré 21 en mai 2020.

## Personnalités inhumées
- André Obrecht (1899-1985), avant-dernier bourreau en poste en France
- Caroline Otéro dite « la Belle Otéro » (née Agustina Otero iglesias, 1868-1965), grande cocotte de la Belle Époque morte dans l'indigence, d'abord enterrée au cimetière de Caucade et transférée ensuite ici[2]